# Heroes for Hire
Heroes for Hire (les « Héros à Louer » en VF) est le nom d'un groupe de super-héros évoluant dans l'univers Marvel de la maison d'édition Marvel Comics. Créé par le scénariste Ed Hannigan et le dessinateur Lee Elias, le groupe apparaît pour la première fois dans le comic book Power Man and Iron Fist #54 en décembre 1978.

## Historique de la publication et concept original
Le concept de « Heroes for Hire » est né de la série solo de Luke Cage, intitulée « Luke Cage, Hero for Hire ». En tant que « héros à louer », Cage a tenté de fusionner le monde habituellement pro bono (pour le bien public) des super-héros avec l'activité lucrative d'enquêteur privé. Bien que le titre changea pour « Luke Cage, Power Man » dans le numéro 17, Cage poursuivit ses activités de recrutement.
Initialement, Heroes for Hire, Inc. était une petite entreprise agréée par l'État de New York qui offrait une gamme complète de services professionnels d'enquête et de protection. Heroes for Hire était la propriété de Luke Cage et de Daniel Rand (Iron Fist). L'entreprise avait des bureaux sur Park Avenue et deux employés rémunérés : Jenny Royce, la secrétaire du groupe et Jeryn Hogarth, une avocate et représentante commerciale du groupe. 
Heroes for Hire n'acceptait pas les emplois impliquant des activités illégales.

## Membres

### Heroes for Hire I
- Power Man (Luke Cage)
- Iron Fist (Daniel Rand)

### Heroes for Hire II
- Human Torch (Jim Hammond, leader)
- Ant-Man II (Scott Lang)
- Chevalier noir III (Dane Whitman)
- Hercules
- Iron Fist
- Luke Cage
- Miss Hulk
- Thena
- Tigre Blanc II

### Heroes for Hire III
- Misty Knight
- Colleen Wing
- La Chatte noire
- La Gargouille (Isaac Christians)
- Humbug
- Orka
- Le Paladin
- Le Suaire
- Tarantula VI
- Vienna

### Heroes for Hire IV
- Misty Knight
- Colleen Wing
- La Veuve noire (Natasha Romanoff)
- Elektra
- Le Faucon
- Ghost Rider (Johnny Blaze)
- Iron Fist
- Moon Knight
- Le Punisher
- Shang-Chi
- Silver Sable
- Spider-Man (Peter Parker)

### Heroes for Hire V
- Hulk
- Iron Fist
- La Panthère noire (T'Challa)
- Le Docteur Strange
- Ahmed
- Nate Dawes

### Heroes for Hire VI
- Luke Cage
- Power Man (en) (Victor Alvarez)
- Tigre Blanc IV

## Publications en recueils
- Essential Power Man and Iron Fist (vol. 1) (Power Man and Iron Fist #50-72, #74-75[4])
- Essential Power Man and Iron Fist (vol. 2) (Power Man and Iron Fist #76-100)
- Heroes for Hire (vol. 1): Civil War (Heroes for Hire (vol. 2) #1-5)
- Heroes for Hire (vol. 2): Ahead The Curve (Heroes for Hire (vol. 2) #6-10)
- Heroes for Hire (vol. 3): World War Hulk (Heroes for Hire (vol. 2) #11-15)
- Heroes for Hire: Control (vol. 3, #1-5)
- Fear Itself: Heroes for Hire (vol. 3, #6-12, Spider-Island: Heroes for Hire #1)
- Villains for Hire: Knight Takes King (Villains for Hire #0.1 ; #1-4)

## Équipe de création

### Auteurs
Volume 1
- John Ostrander - Heroes for Hire #1-19 (juillet 1997 - janvier 1999)
- Roger Stern - Heroes for Hire #1 (juillet 1997)

Volume 2
- Justin Gray - Heroes for Hire v2 #1-7 (Octobre 2006 - Avril 2007)
- Jimmy Palmiotti - Heroes for Hire v2 #1-7 (Octobre 2006 - Avril 2007)
- Zeb Wells - Heroes for Hire v2 #7-15 (avril-décembre 2007)

### Artistes
Volume 1
- Pasqual Ferry - Heroes for Hire #1-10,12,15-16,18-19 (Juillet 1997-Avril 1998, Juin 1998, Septembre 1998-Octobre 1998, Décembre 1998-Janvier 1999); article #1-19 (Juillet 1997-Janvier 1999)
- Scott Kolins (en) - Heroes for Hire #11 (mai 1998)
- Martin Egeland - Heroes for Hire #13,17 (juillet 1998, novembre 1998)
- Mary Mitchell - Heroes for Hire #14 (août 1998)

Volume 2
- Billy Tucci (en) - Heroes for Hire v2 #1-4, (octobre 2006-janvier 2007)
- Tom Palmer - Heroes for Hire v2 #1,2 (Octobre & Novembre 2006)
- Francis Portela - Heroes for Hire v2 #2 #2-5 (novembre 2006-février 2007)
- Alvaro Rio - Heroes for Hire v2 #6-8 (mars à mai 2007)
- Clay Mann (en) - Heroes for Hire v2 #9-14 (juin-novembre 2007)
- Alvin Lee - Heroes for Hire v2 #14,15 (novembre et décembre 2007)

## Controverse
En 2006, la revue Heroes for Hire a été au centre d'une controverse concernant l'augmentation de la sexualité dans les bandes dessinées grand public, en raison de la couverture de Heroes for Hire #13 que certains ont considéré comme de l'« art explicite ». La couverture présentait en effet des personnages féminins avec une poitrine a moitié dénudée. La controverse portait sur ce que les critiques considéraient comme un niveau inapproprié de sexualité sur la couverture d'une bande dessinée destinée aux enfants de douze ans et plus.
La réponse officielle de Marvel au tollé fut de s'excuser si la couverture « avait involontairement touché une corde sensible ».

## Apparition dans d'autres médias

### Télévision
- Heroes for Hire apparaît dans l'épisode de la série The Super Hero Squad Show dans l'épisode « A Brat Walks Among Us ». Le groupe est composé de Iron Fist, Luke Cage et Misty Knight. Ils ont été engagés par Brynnie Braton pour retrouver son père et ont fini par aider la Super Hero Squad à combattre les Doombots. Ensuite, Falcon aide Heroes for Hire à chercher son père. Falcon trouve son père pompier qui met le feu au mur près de Villainville, tandis que Heroes for Hire combat Pyro et Zzzax.
- Heroes for Hire apparaît dans Avengers : L'Équipe des super-héros dans l'épisode « To Steal an Ant-Man ». Hank Pym embauche Luke Cage et Iron Fist pour récupérer l'équipement de Ant-Man volé. Heroes for Hire traque le voleur, qui s'avère être Scott Lang, celui-ci utilisant l'équipement pour cambrioler des banques afin de payer son ancien associé Crossfire (qui tient sa fille Cassandra en otage). Heroes for Hire et Pym aident Lang à sauver Cassandra de Crossfire.
- Dans Ultimate Spider-Man, même si ce n'est pas exactement les Héros à louer (plutôt appelés les New Warriors), l'équipe dirigée par Nick Fury et dont le quartier général est situé au Triskelion (en) du SHIELD ressemble aux Heroes for Hire, avec Spider-Man comme leader. Est également présent Power Man et Iron Fist comme membres, ainsi que Nova (Sam Alexander) et White Tiger (en) (Ava Ayala).
- Le titre The Defenders de la mini-série croisée Marvel / Netflix du même nom a pour membres Luke Cage et Danny Rand (Iron Fist), partageant ainsi quelques similitudes avec les Heroes for Hire.

### Jeux vidéo
- Dans le jeu vidéo Marvel vs. Capcom 3: Fate of Two Worlds, une publicité massive pour Heroes for Hire est affichée en arrière-plan de la scène au Daily Bugle.
- Dans la fin de l'histoire de Iron Fist dans Ultimate Marvel vs. Capcom 3, on le voit former un nouveau groupe de Heroes for Hire composé de lui-même, Luke Cage, Misty Knight et Colleen Wing ainsi que les personnages de Capcom : Ryu, Chun-Li et Batsu Ichimonji.
- Dans Lego Marvel Super Heroes, un panneau d'affichage avec une publicité massive pour Heroes for Hire peut être vu.